# Anamesia walkeri
Anamesia walkeri är en kackerlacksart som beskrevs av Robert Walter Campbell Shelford 1909. Anamesia walkeri ingår i släktet Anamesia och familjen storkackerlackor. Inga underarter finns listade i Catalogue of Life.